# Pindall
Pindall – miasto w Stanach Zjednoczonych, w stanie Arkansas, w hrabstwie Searcy.